# Tessa Oudejans
Tessa Oudejans (Badhoevedorp, 21 oktober 1991) is een Nederlandse voetbalster. Ze verruilde in 2007 RKSV Pancratius voor FC Utrecht. In 2013 maakte ze de overstap naar ADO Den Haag, waar ze tot 2015 voor speelde.

## Carrière
Oudejans speelde tot en met seizoen 2006/2007 in de jeugd bij RKSV Pancratius. In de zomer van 2007 ruilde zij die club in voor FC Utrecht om mee te doen aan de dan net opgerichte Eredivisie voor vrouwen, waarin zij de jongste speelster was. Met haar dertien jaar was Oudejans de jongste van de in Oranje onder 15 verzamelde talenten. Op die leeftijd bezorgde Oudejans Nederland onder 15 een 2-1-zege op Duitsland. "Ik mocht het veld in en toen ging iedereen klappen," vertelde ze op haar website (tessaoudejans.tk). "Ik kreeg meteen de bal en scoorde." De voorzet kwam van rechtsbuiten Gisèle Fraikin, die eerder zelf 1-1 had gemaakt.
Op 25 oktober 2008 maakte ze haar debuut voor het Nederlands vrouwenvoetbalelftal.
Seizoen 2011/12 was het vijfde seizoen van de Eredivisie en het vijfde seizoen van Oudejans bij Utrecht. Door Vrouwenvoetbal Nederland werd ze verkozen tot beste speler van de competitie. Daarvoor ontving ze de gouden schoen.

## Erelijst

### In clubverband
- KNVB beker: 2010 (FC Utrecht)
- Supercup: 2010 (FC Utrecht)

### Individueel
- Gouden schoen: 2011-12

## Statistieken
| Seizoen | Club         | Land      | Competitie | Wedstrijden | Doelpunten |
| ------- | ------------ | --------- | ---------- | ----------- | ---------- |
| 2007/08 | FC Utrecht   | Nederland | Eredivisie | 16          | 4          |
| 2008/09 | FC Utrecht   | Nederland | Eredivisie | 23          | 1          |
| 2009/10 | FC Utrecht   | Nederland | Eredivisie | 20          | 1          |
| 2010/11 | FC Utrecht   | Nederland | Eredivisie | 15          | 3          |
| 2011/12 | FC Utrecht   | Nederland | Eredivisie | 12          | 1          |
| 2011/12 | FC Utrecht   | Nederland | Eredivisie |             |            |
| 2013/14 | ADO Den Haag | Nederland | Eredivisie |             |            |
| 2014/15 | ADO Den Haag | Nederland | Eredivisie |             |            |
| Totaal  | Totaal       | Totaal    | Totaal     | 86          | 10         |

Laatste update 23 mei 2012 11:14 (CEST)

## Trivia
- Oudejans was in seizoen 2007/08 de jongste speelster van de Eredivisie voor vrouwen.